# C'eravamo tanto amati
C'eravamo tanto amati (Brasil: Nós que Nos Amávamos Tanto / Portugal: Tão Amigos que Nós Éramos) é um filme italiano de 1974, do gênero comédia dramática, dirigido por Ettore Scola.

## Sinopse
Na primeira parte do filme - rodada em preto-e-branco e que se inicia em 1944 - os amigos Gianni (Gassman), Antonio (Manfredi) e Nicola (Satta Flores) são partisans que fazem parte da Resistência italiana, um movimento pela libertação da Itália do jugo nazista e fascista. Após o fim da Segunda Guerra Mundial, em 1945, os três tomam rumos diferentes, voltando a suas regiões de origem: Nicola retorna a Nocera Inferiore (sul da Itália), Antonio a Roma e Gianni a Pavia (norte da Itália).
Mais tarde, Antonio e Gianni apaixonam-se pela jovem Luciana (Sandrelli) e através de seus relacionamentos conta-se a história da Itália do pós-guerra, junto com suas esperanças e decepções.
Gianni, agora advogado-assistente, muda-se para Roma e casa-se com a filha semianalfabeta de um magnata da construção civil, de fama questionável, ex-fascista que pôde obter e manter boas conexões com a corrente democrática cristã que hegemonizou a vida pública - e as licenças de construção - na Itália do pós-Guerra. Sua esposa, ressentida com sua ausência enquanto marido, tentar tornar-se aquilo que ele deseja, mas ao fim morre num acidente de automóvel, o qual talvez tenha sido uma forma elaborada de suicídio. Antonio, técnico em enfermagem num hospital, permaneceu leal aos ideais da juventude, e é agora um fervoroso militante esquerdista. Nicola, o mais intelectual dos três, deixa a Nocera e a família e também se muda para Roma. Mais tarde, Nicola participa de um programa de perguntas e respostas apresentado por Mike Bongiorno (ele mesmo): "Lascia o raddoppia" ("Deixa ou dobra"). Após falhar na última pergunta, ele continua sua vida ruim do ponto de vista econômico escrevendo artigos sobre cinema em jornais, tornando-se cada vez mais a caricatura de um intelectual, perdido em polêmicas fúteis.
Três décadas após a época na qual lutaram na Resistência, os três amigos reúnem-se naquele mesmo restaurante que frequentaram na juventude, para uma última vez juntos, comentar o passado com amargura. Mais tarde naquela noite, Nicola briga com Antonio por questões ideológicas e Gianni tenta apartar. Depois, vem a surpresa de Antonio: os três vão à entrada de uma escola pública, diante qual Luciana está esperando conseguir uma vaga para o filho menor - Nicola e Gianni surpreendem-se, mas Gianni percebe que perdeu a oportunidade de ser feliz, pois o amor que Luciana tivera por ele se foi e agora ela estava casada com Antonio. Durante a briga Gianni perde sua carteira de motorista e no dia seguinte Antonio, Nicola e Luciana tentam devolvê-la a ele. Veem então a villa na qual ele mora e percebem que apesar do altíssimo padrão de vida levado por Gianni (algo que ele não "confessou" aos amigos na noite anterior) percebem que, tendo de sacrificar seus ideais por aquilo, ele é de longe o menos afortunado deles.

## Elenco
- Fiammetta Baralla
- Isa Barzizza
- Mike Bongiorno .... ele mesmo
- Aldo Fabrizi .... pai de Elide
- Vittorio Gassman .... Gianni
- Nino Manfredi .... Antonio
- Marcella Michelangeli
- Giovanna Ralli .... Elide
- Stefania Sandrelli .... Luciana
- Stefano Satta Flores .... Nicola

## Principais prêmios e indicações
Prêmio César 1977 (França)
- Venceu na categoria de melhor filme estrangeiro.

Festival Internacional de Cinema de Moscou 1975 (Rússia)
- Ettore Scola recebeu o Golden Prize.